# 黎磊石
黎磊石（1926年10月26日—2010年3月16日），湖南浏阳人，中国肾脏疾病专家。1948年毕业于国立中正医学院，1995年当选为中国工程院院士。2010年3月，从家中跳楼身亡，享年84岁。